# 준성사

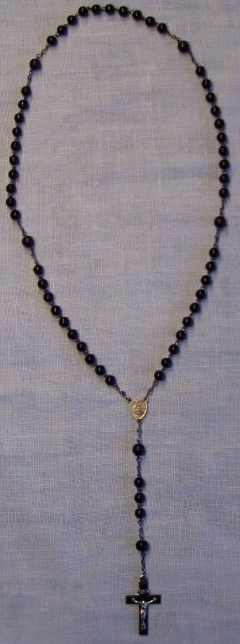
가톨릭교회의 대표적인 준성사에 속하는 묵주

준성사(準聖事, 라틴어: Sacramentalia)는 기독교의 신학 용어로, 트리엔트 공의회의 표현(Session XXII, 15)을 빌리자면, 기독교인들의 영신적인 유익을 위하여 예수 그리스도가 제정한 성사를 모방한 것으로서 하느님의 은총이 내리도록 하는 거룩한 행위나 물건 등을 말한다. 준성사의 목적은 이를 통하여 그리스도의 현존을 더욱 깊이 인식함으로써 하느님을 찬미하며 흠숭하기 위한 것이다. 준성사는 크게 축성과 축복, 구마의 세 가지 종류로 구별된다. 준성사는 성사와는 달리, 준성사를 받는 이의 믿음과 신심의 정도에 따라 은총이 주어진다.
특히 로마 가톨릭교회에서는 성수나 십자고상, 분도패 같은 준성사 성물들을 악에 대항하는 보조수단으로 취급한다.